# کلان‌شهر
کلان‌شهر (به انگلیسی: Megacity) یک منطقه شهری بسیار بزرگ است که معمولاً در آن جمعیتی بیش از ۱۰ میلیون نفر زندگی می‌کند. تعاریف متفاوتی از «کلان‌شهر» موجود است: بخش امور اقتصادی و اجتماعی سازمان ملل متحد در سال ۲۰۱۴ در گزارش «چشم‌انداز شهری جهانی»، «کلان‌شهر» را برای مناطق شهری که بیش از ۱۰ میلیون نفر جمعیت دارند به کار برده‌است. گزارش دانشگاه بن نشان می‌دهد که آنها معمولاً «به عنوان مناطق شهری با کل جمعیت ۱۰ میلیون یا بیشتر» تعریف می‌شوند. مطالعات دیگر شهرهای دارای دست کم ۵ یا ۸ میلیون نفر جمعیت و همچنین تراکم جمعیتی ۲۰۰۰ نفر در هر کیلومتر مربع را ملاک قرار داده‌اند.
تا سال ۲۰۱۷، در سطح جهان ۴۷ کلان‌شهر وجود داشته‌است که اکثر این مناطق شهری در چین و دیگر کشورهای آسیایی قرار دارند. بزرگ‌ترین مناطق شهری توکیو، شانگهای و جاکارتا که هر کدام بیش از ۳۰ میلیون نفر دارند. چین تنها ۱۵ کلان‌شهر دارد و هند دارای شش مورد است. کشورهای دیگری که دارای چندین شهر بزرگ هستند شامل ایالات متحده، برزیل و پاکستان می‌شوند.

## تاریخ
اصطلاح "megacity" در اواخر قرن نوزدهم یا اوایل قرن بیستم ابداع شد. یکی از اولین استفاده‌های مستند این اصطلاح توسط دانشگاه تگزاس در سال ۱۹۰۴ صورت گرفت. در ابتدا، سازمان ملل از این واژه برای توصیف شهرها از ۸ میلیون یا بیشتر از ساکنان استفاده کرد، اما اکنون از آستانه ۱۰ میلیون استفاده می‌کند.
در سال ۱۸۰۰، تنها ۳ درصد از جمعیت جهان در شهرها زندگی می‌کردند، رقمی که تا پایان سدۀ بیستم به ۴۷ درصد رسید. در سال ۱۹۵۰، ۸۳ شهر با جمعیت بیش از یک میلیون وجود داشت؛ تا سال ۲۰۰۷، این تعداد به ۴۶۸ شهر افزایش یافت. پیش‌بینی‌های سازمان ملل متحد نشان می‌دهد جمعیت شهری امروز ۳٫۲ میلیارد نفری تا سال ۲۰۳۰ تا نزدیک به ۵ میلیارد نفر افزایش خواهد یافت، زمانی که سه نفر از پنج نفر در شهرهای مختلف زندگی خواهند کرد. این افزایش در اکثر شهرهای کوچک، آسیا و آفریقا چشمگیر خواهد بود. نظرسنجی‌ها و پیش‌بینی‌ها نشان می‌دهد که تمام رشد شهری در ۲۵ سال آینده در کشورهای در حال توسعه قرار دارد. یک میلیارد نفر، تقریباً یک هفتم جمعیت جهان، در حال حاضر در شهرهای فقیر زندگی می‌کنند.
تا سال ۲۰۲۵، آسیا به تنهایی حداقل ۳۰ کلان‌شهر بزرگ خواهد داشت، از جمله بمبئی، هند (۲۰۱۵ جمعیت ۲۰٫۷۵ میلیون نفر)، شانگهای، چین (جمعیت ۲۰۱۵ با ۳۵٫۵ میلیون نفر)، دهلی، هند (۲۰۱۵ جمعیت ۲۱٫۸ میلیون نفر)، توکیو، ژاپن (جمعیت ۲۰۱۵ ۳۸٫۸ میلیون نفر) و سئول کره جنوبی (جمعیت ۲۵٫۶ میلیون نفر سال ۲۰۱۵). در آفریقا، لاگوس، نیجریه از ۳۰۰٬۰۰۰ نفر در سال ۱۹۵۰ به حدود ۲۱ میلیون نفر امروز افزایش یافته‌است.

نقشه مناطق شهری با حداقل یک میلیون نفر در سال ۲۰۰۶.

## در داستان

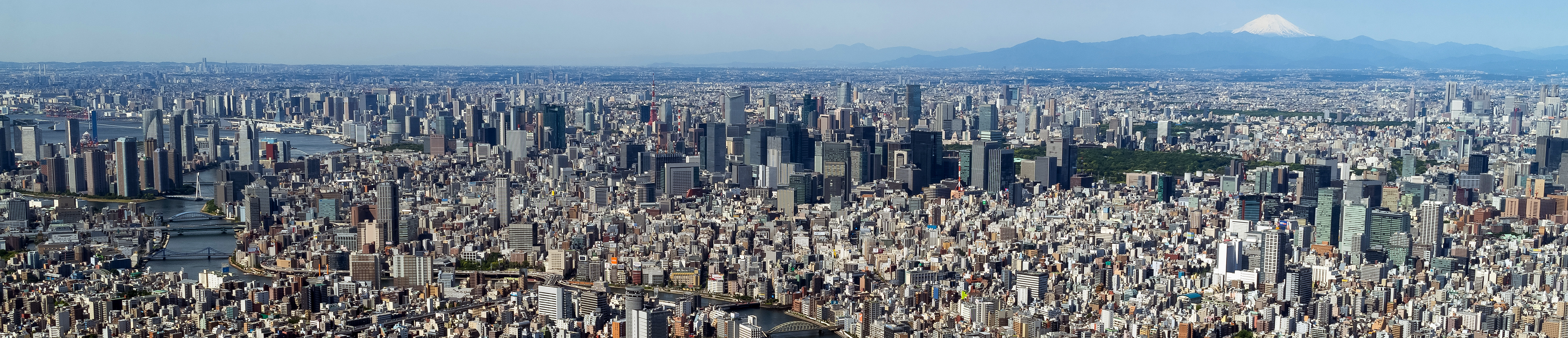
نمای واضح توکیو از بالای SkyTree

کلانشهر یک پس‌زمینه مشترک در ویرانشهر در داستان‌های علمی تخیلی است از جمله در داستان Neuromancer. در مرد خرابکار، یک مکان جغرافیایی به نام " سان انجلس " از پیوستن به لس آنجلس، سانتا باربارا، سن دیگو و مناطق اطراف شهری بعد از یک زلزله عظیم در سال ۲۰۱۰ شکل گرفت.